# Wenkbrauwspitsvogel
De wenkbrauwspitsvogel (Artamus superciliosus) is een zangvogel uit de familie Artamidae (spitsvogels).

## Verspreiding en leefgebied
Deze soort is endemisch in centraal en oostelijk Australië.

## Status
De grootte van de populatie is niet gekwantificeerd maar de soort wordt omschreven als algemeen. Op de Rode lijst van de IUCN heeft deze soort de status niet bedreigd.